# We’re from America
We’re from America – pierwszy singel promujący siódmy album zespołu Marilyn Manson pt. The High End of Low. Utwór ten był „przedsmakiem” nowego materiału na album. Został udostępniony 27 marca 2009 roku o godzinie 9:00 czasu polskiego na oficjalnej stronie Mansona, skąd też można było go pobrać.

## Zawartość singla
1. „We’re from America” – 5:04
2. „Four Rusted Horses (Opening Titles Version)” – 5:01